# 乃村工藝社
株式会社乃村工藝社（のむらこうげいしゃ、英: NOMURA Co.,Ltd.）は、日本の大手ディスプレイデザイン会社。主に博物館等の展示空間や、博覧会等のイベント空間、商業空間等の企画・デザインや施工を手がける。丹青社と並ぶ、日本の店舗施工・ディスプレイ業界の二大業者のひとつである。

## 概要
百貨店等の商業施設、美術館・博物館等の展示施設、万国博覧会等のイベント展示の企画・デザイン・設計・制作施工を行っている。舞台の仕掛けやからくり時計など稼働する大型の構造物をノウハウを蓄積しており、このような案件を受注している。
また、上記施設のイベントのノウハウを活かしコンサルティング、運営管理業務なども行っている。近年の公共施設運営の指定管理者制度の拡大に伴い、公営博物館の運営受託事業にも進出している。2005年4月から指定管理者として運営を受託している長崎歴史文化博物館は展示企画・運営から調査研究や教育普及事業などの、博物館の根本的な業務である学芸部門に至る全ての業務を受託した先例となっている。
2017年2月期の連結売上構成はディスプレイ事業97.9%（うち専門店市場35.2%、広報・販売促進市場15.2%、複合商業施設市場10.1%、余暇施設市場8.7%、博物館・美術館市場7.7%、百貨店・量販店市場4.5%、博覧会・イベント市場1.8%、その他14.7%）、飲食・物販事業2.1%となっている。
1950年から1951年まで画家の鴨居玲が、1957年から1961年まで小説家の筒井康隆が勤務していた。

## 沿革
- 1892年（明治25年） 3月 - 香川県高松で乃村泰資が芝居の大道具業を創業。
  - 舞台装置の制作、菊人形の制作等を行う。両国国技館で開催されていた菊人形展の制作も行っていた。
- 1942年（昭和17年）12月 - 国策に沿った広報・宣伝を行う日本軍事工藝株式会社として設立。
- 1945年（昭和20年）12月 - 株式会社乃村工藝社に改称。
- 1946年（昭和21年） 9月 - 百貨店の店内装飾・催事、新聞社・電鉄会社主催の展覧会業務に進出。
- 1951年（昭和26年） 4月 - 海外見本市、博覧会での展示業務に進出。
- 1954年（昭和29年） 4月 - 大阪市の国際見本市会館で開催された第1回日本国際見本市（現在のインテックスフェスタ）の展示業務、東京都日比谷公園で開催された全日本自動車ショウ（現在の東京モーターショー）の展示業務を行う。
- 1961年（昭和36年）10月 - 大型レジャー施設の装飾、展示業務に進出。
- 1963年（昭和38年） 4月 - 科学系博物館の展示施設制作業務に進出。
- 1970年（昭和45年） 3月 - 日本万国博覧会のテーマ館、政府館等の展示制作を行う。
- 1975年（昭和50年） 3月 - 沖縄国際海洋博覧会の海洋文化館、水族館、アメリカ館等の展示制作を行う。
- 1985年（昭和60年） 3月 - つくば科学万博のテーマ館、アメリカ館等の展示制作を行う。
- 1989年（平成元年） 8月 - 日本証券業協会に株式を店頭登録。
- 1990年（平成 2年） 3月 - 国際花と緑の博覧会の政府苑、等の展示制作を行う。
- 1991年（平成 3年）11月 - 東京証券取引所市場第二部に上場。
- 1992年（平成 4年） 4月 - セビリア万国博覧会の日本館の展示制作を行う。
- 1993年（平成 5年） 8月 - 大田国際博覧会の日本館の展示を行う。
- 1998年（平成10年） 5月 - リスボン国際博覧会の日本館の展示制作を行う。
- 2000年（平成12年） 4月 - 福井県立恐竜博物館の展示制作を行う。
- 2005年（平成17年） 2月 - 東京証券取引所市場第一部に指定替え。
- 2005年（平成17年） 3月 - 愛知万博の政府館等の展示制作を行う。
- 2008年（平成20年） 1月 - 本社屋が東京都港区台場に移転。（設計は山梨知彦+芦田智之+勝矢武之/日建設計）
- 2009年（平成21年） 6月 - GREEN TOKYO ガンダムプロジェクトの1/1実物大ガンダム（RX-78-2 ガンダム Ver.G30th）立像の建設および設置を行う。
- 2010年 - 上記の立像について第41回星雲賞自由部門を受賞。
- 2022年（令和4年）
  - 3月 - ノムラプロダクツが、TNPおよびスクエアを吸収合併し、ノムラアークスに商号変更。ノムラテクノが、ノムラデュオおよびノムラデベロップメントを吸収合併し、ノムラメディアスに商号変更。
  - 4月 - 東京証券取引所の市場区分見直しに伴い、東京証券取引所プライム市場に移行。

## 関係会社
連結子会社
- ノムラアークス（東京都港区）
- ノムラメディアス（東京都港区）
- シーズ・スリー（東京都港区）
- 六耀社（東京都港区）
- 乃村工藝建築装飾（北京）有限公司（中華人民共和国北京市）
- NOMURA DESIGN & ENGINEERING SINGAPORE PTE. LTD.（シンガポール）